# Siemion Warłamow
Siemion Aleksandrowicz Warłamow (ros. Семён Александрович Варламов; ur. 27 kwietnia 1988 w Kujbyszewie) – rosyjski hokeista, reprezentant Rosji, dwukrotny olimpijczyk.

## Kariera klubowa
- Łokomotiw 2 Jarosław (2004-2006)
- Łokomotiw Jarosław (2006-2008)
- Washington Capitals (2008-2011)
  -  Hershey Bears (2008-2011)
- Colorado Avalanche (2011-2019)
  -  Łokomotiw Jarosław (2012-2013)
- New York Islanders (2019-)

Wychowanek Łokomotiwu Jarosław. W pierwszym składzie klubu występował od sezonu 2006/2007, wcześniej występował w rezerwach. W 2006 roku był draftowany przez Washington Capitals z 23 miejsca, zaś wcześniej w rankingu skautów znalazł się na drugim miejscu (po Jhonasie Enrothie) spośród europejskich bramkarzy biorących udział w drafcie NHL. 1 lipca 2007 podpisał trzyletni kontrakt z Washington Capitals, a do drużyny dołączył przed sezonem 2008/2009. W rozgrywkach NHL zadebiutował 13 grudnia 2008 w wyjazdowym meczu z Montreal Canadiens. Obronił 32 strzały, Capitals wygrali mecz 2:1, a Warłamow został wybrany zawodnikiem meczu. W Verizon Center pierwszy mecz rozegrał 18 grudnia 2008 przeciwko St. Louis Blues, obronił 29 strzałów i Capitals wygrali 4:2. W lipcu 2011 podpisał kontrakt z Colorado Avalanche. Od września 2012 do stycznia 2013 roku na okres lokautu w sezonie NHL (2012/2013) związany rocznym kontraktem z macierzystym klubem Łokomotiw Jarosław. 31 października 2013 trafił do aresztu w Denver z uwagi na podejrzenie napaści i porwania. 30 stycznia 2014 przedłużył kontrakt z Colorado o pięć lat. Od lipca 2019 zawodnik New York Islanders, związany czteroletnim kontraktem.

## Kariera reprezentacyjna
Uczestniczył w turniejach mistrzostw świata 2010, 2012, 2013, zimowych igrzysk olimpijskich 2010, 2014, Pucharu Świata 2016.

## Sukcesy

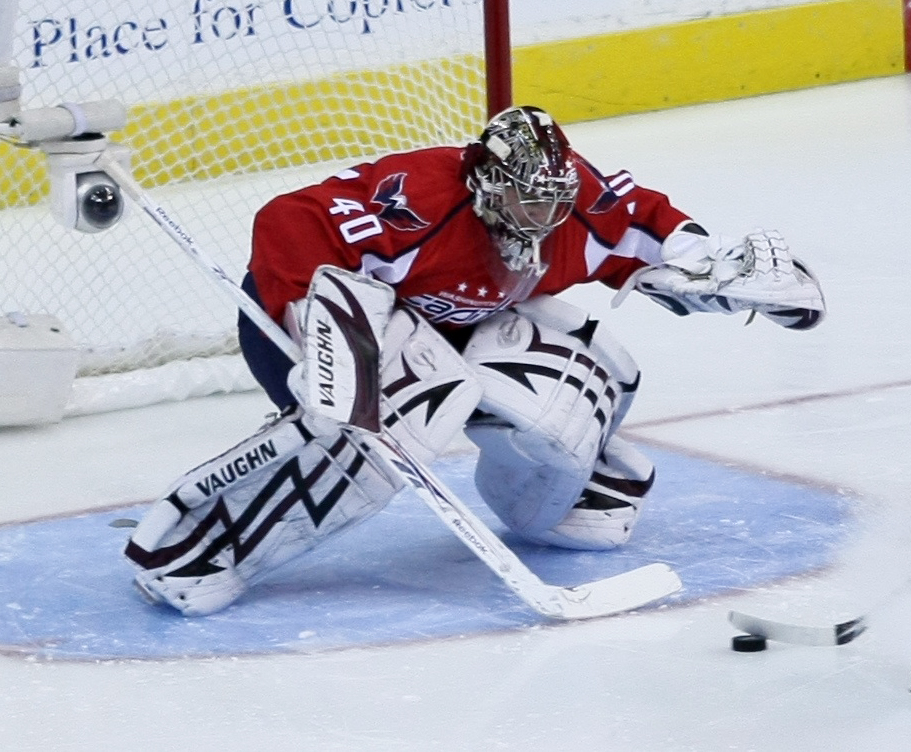
Siemion Warłamow w barwach Washington Capitals (2009)

Reprezentacyjne
- Srebrny medal mistrzostw świata juniorów do lat 20: 2007
- Srebrny medal mistrzostw świata: 2010
- Złoty medal mistrzostw świata: 2012

Klubowe
- Brązowy medal mistrzostw Rosji: 2005 z Łokomotiwem Jarosław
- Srebrny medal mistrzostw Rosji: 2008 z Łokomotiwem Jarosław
- Puchar Caldera: 2010 z Hershey Bears

Indywidualne
- Mistrzostwa Świata w Hokeju na Lodzie 2010/Elita:
  - Jeden z trzech najlepszych zawodników reprezentacji
- Mistrzostwa Świata w Hokeju na Lodzie 2012/Elita:
  - Jeden z trzech najlepszych zawodników reprezentacji
  - Pierwsze miejsce w klasyfikacji skuteczności obron: 93.93%
- KHL (2012/2013):
  - Mecz Gwiazd KHL (wybrany, nie wystąpił z powodu zakończenia powrotu do NHL)[7]

Wyróżnienie
- Zasłużony Mistrz Sportu Rosji w hokeju na lodzie: 2012